# Michael Froman

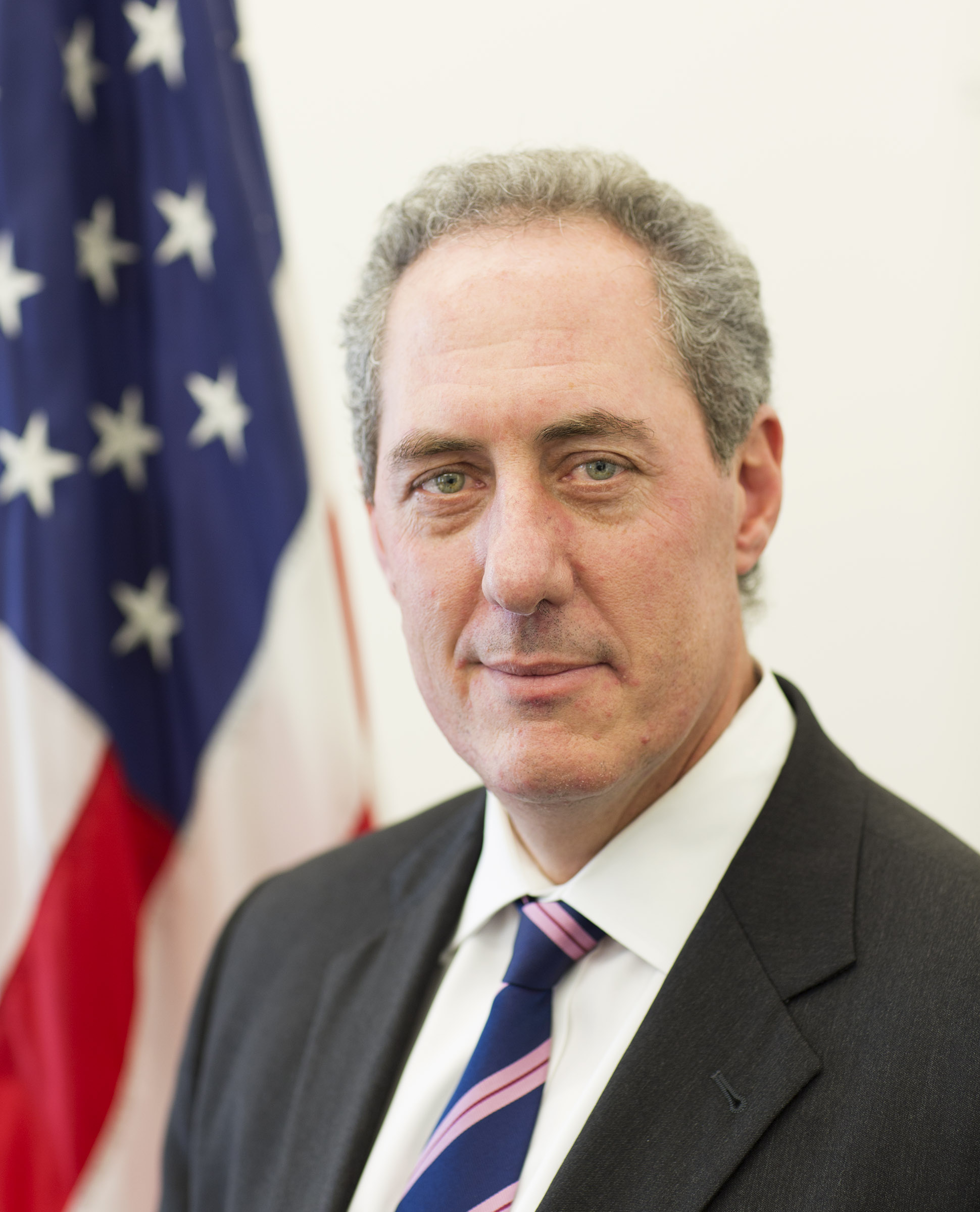
Michael Froman (2013)

Michael B. Froman (* 20. August 1962) ist ein ehemaliger Bankier der Citibank Group und der US-Handelsbeauftragte.

## Leben
Zuvor war er Assistent des Präsidenten der Vereinigten Staaten und stellvertretender nationaler Sicherheitsberater für internationale Wirtschaftsangelegenheiten, eine Position, die gemeinsam angesiedelt ist beim National Security Council und beim National Economic Council. Er diente den USA als Sherpa bei den Wirtschaftsgipfeln der G7, G8 und G20.
Froman, der in der Administration von Bill Clinton Robert Rubins Stabschef im Finanzministerium war, bevor er seinem Chef zur Citigroup folgte, galt als enger Berater von Präsident Barack Obama. Beide kennen sich aus ihrer gemeinsamen Zeit an der Harvard-Universität. Am 2. Mai 2013 nominierte Präsident Obama ihn als Nachfolger für Ron Kirk als US-Handelsbeauftragten. Am 19. Juni 2013 wurde er im Amt bestätigt.
Von 2013 bis 2017 war Froman Verhandlungsführer der USA bei der Vorbereitung des Transatlantischen Freihandelsabkommens TTIP.
Seit April 2018 ist er stellvertretender Vorsitzender bei Mastercard, seit September 2018 ist er auch als Direktor für die Walt Disney Company tätig. 
Seit 2019 ist er Mitglied der Transatlantischen Task Force des German Marshall Fund und der Bundeskanzler-Helmut-Schmidt-Stiftung.

## Privat
Froman lebt mit seiner Frau Nancy Goodman in New York City. Sie haben einen Sohn und eine Tochter. Ein älterer Sohn starb 2009 im Alter von zehn Jahren an einem seltenen Hirnkrebs.